# Stibaena hostilis
Stibaena hostilis är en fjärilsart som beskrevs av Walker 1814. Stibaena hostilis ingår i släktet Stibaena och familjen nattflyn. Inga underarter finns listade i Catalogue of Life.